# Heinz M. Bleicher
Heinz Max Bleicher (* 9. Februar 1923 in Esslingen-Mettingen; † 9. März 2005 in Gerlingen) war ein deutscher Verleger, der sich für die Aussöhnung zwischen Juden und Christen engagierte.
Nach einer kaufmännischen Lehre und einem Studium der Psychologie war Bleicher von 1950 bis 1966 Bezirksdirektor der Postreklame Stuttgart. 1968 gründete er zusammen mit seiner Tochter den Bleicher Verlag in Gerlingen, der überwiegend als Adressbuchverlag tätig ist.
Auf Anregung seines Freundes Richard Schulz lernte Bleicher 1975 die internationale Sprache Esperanto, für deren Verbreitung er sich seitdem einsetzte. Der Bleicher Verlag (auf Esperanto Bleicher Eldonejo) war von 1976 bis 1990 einer der weltweit bedeutendsten Esperanto-Verlage.
Von 1979 bis 1993 war er Vorsitzender der Gesellschaft für Christlich-Jüdische Zusammenarbeit Stuttgart e.V.
Unter dem Pseudonym Heinz Max Aid veröffentlichte er Gedichte.
Bleicher erhielt zahlreiche Orden und Auszeichnungen, darunter das Bundesverdienstkreuz I. Klasse (1983), die Verdienstmedaille des Landes Baden-Württemberg (1989) sowie die Otto-Hirsch-Medaille (1994). 

## Schriften
- Blockflöte, Gedichte (mit Holzschnitten von Hans Schultz-Severin), 1968
- Landschaft des Herzens, Gedichte, 1983
- Der Mann, der Friede heißt: Begegnungen, Texte, Bilder für Schalom Ben-Chorin (aus Anlass seines 70. Geburtstages im Juli 1983). Bleicher, Gerlingen 1983, ISBN 3-88350-227-8